# Kazina, Ljubljana
Kazina je ljubljansko neoklasicistično poslopje, ki stoji na severni strani parka Zvezda na Kongresnem trgu št. 1.
Po SSKJ »kazína« pomeni - 1. nekdaj poslopje, prostor za družabne sestanke, zabavo ali 2. v zahodnih deželah oficirski ali podoficirski dom z restavracijo. 

## Zgodovina
Kazina se je v Ljubljani pojavila že pred letom 1775, ko je imela sedež v deželnem dvorcu – lontovžu (danes sedež SAZU). Iz časa Ilirskih provinc je ohranjen prvi statut društva, po katerem je bil namen Kazine pospeševanje trgovine, izobrazbe »okusa našega časa« ter seveda »za izobražene kroge primernih zabav«. Po pravilih društva iz leta 1834 je kot prvi namen zapisana višja izobrazba, seznanjanje z dogodki iz političnega in literarnega sveta ter zabava v krogu dostojnih ljudi. 
Ker je članstvo naraščalo, so se odločili za gradnjo nove stavbe. Gradnja je potekala med letoma 1836 in 1838 pod vodstvom stavbnega mojstra Venceslava Vadlava. Zgrajena je v neoklasicističnem slogu in je bila središče družabnega življenja višjega sloja prebivalcev mesta. 
Nad vhodom izstopa velik balkon, postavljen na dorskih stebrih. Fasado krasijo jonski pilastri. Polkrožna okna so primer t. i. »rundbogenstila« nemško-avstrijskega sloga iz sredine 19. stoletja, ki se je zgledoval po renesančnih oblikah. Bogato okrašena dvorana v prvem nadstropju sodi med najbolj znamenite notranje prostore v Ljubljani. V pritličju je bila kavarna z biljardom za širše občinstvo, dve igralni sobi, kuhinja in stanovanja za kavarnarja in služinčad. Prvo nadstropje je bilo določeno samo za člane društva. Tukaj je bila velika biljardna soba, dve jedilni in kadilni sobi, dve čitalnici, dvorana za 400 oseb, dve igralni sobi za nekadilce in dve jedilnici.
Konec 19. stoletja je Kazina postala središče družabnega življenja nemškega dela Ljubljančanov, v stavbi pa je bil tudi častniški klub. Kazina je bila zato pogosta tarča demonstrantov: protinemška manifestacija 3. junija 1886, februarja 1898 med slovenskimi in nemškimi študenti, 19. maja 1903 je slovenska politika organizirala protestni shod proti madžarskemu pritisku na Hrvate, 7. junija 1903 ko je nemško telovadno društvo Turnverein izobesilo nemško zastavo, najhuje je bilo 15. septembra 1908 potem ko so Nemci na Ptuju fizično napadli udeležence letnega občnega zbora družbe sv. Cirila in Metoda. Nemška trdnjava je bila Kazina vse do leta 1918.
Po letu 1918 je vlada stavbo društvu odvzela, čemur so se Nemci dve leti upirali. Na občnem zboru 24. junija 1921 je Kazino prevzela liberalna Jugoslovanska demokratska stranka (JDS). Po tem je bilo v stavbi več klubov, kavarna, plesna dvorana, balinišče, v katerih se je zbiralo predvsem liberalno slovensko meščanstvo.
Med drugo svetovno vojno so poslopje zasedli italijanski vojaki, pri čemer je stavba služila kot glavni štab celotne Ljubljanske pokrajine.

## Kazina danes
Po vojni je v prostorih Kazine nekaj časa zasedala slovenska skupščina, nato pa so v njej našla zavetje istoimenska plesna šola, Akademska folklorna skupina France Marolt, Univerzitetni odbor Zveze študentov Ljubljanske univerze in enote dislociranih ustanov (Arhiv Republike Slovenije, Inštitut za novejšo zgodovino, SNG Opera in Balet, itd.).
Leta 1954, ko je z razdelitvijo Svobodnega tržaškega ozemlja Slovenija dokončno dobila izhod na morje, je bilo nasproti zgradbe v parku Zvezda kot spomenik postavljeno sidro.
Po obsežni prenovi, od leta 2022 v poslopju deluje Akademija za glasbo v Ljubljani.